# География Республики Сербской

Топографическая карта Республики Сербской

Республика Сербская географически расположена в центральной части Балканского полуострова. Площадь Республики Сербской равняется 24 641 квадратным километрам. Она находится между 42°° 33 ‘ и 45°° 16 ‘ северной широты и 16°°11 ‘ и 19 °° 37 ‘ восточной долготы. Республика Сербская находится на стыке двух природно-географических и общественно-экономических районов — Паннонского и Средиземноморского и не имеет выхода к морю.

## Границы
Границы Республики Сербской являются международно признанными и разграничивают РС как с соседними странами — Сербией, Хорватией и Черногорией, так и с другим энтитетом Боснии и Герцеговины — Федерацией БиГ. Протяженность границ РС составляет 2170 километров, из которых 1080 относятся к границе с Федерацией БиГ. И те, и другие границы были установлены без учета этнических, исторических и природно-географических факторов и определялись, исходя из военно-политической ситуации на момент подписания Дейтонских соглашений.
Согласно расчетам, если бы территория РС выглядела консолидированным кругом, протяженность её границ составила бы 561 км.

## Рельеф

### Горы

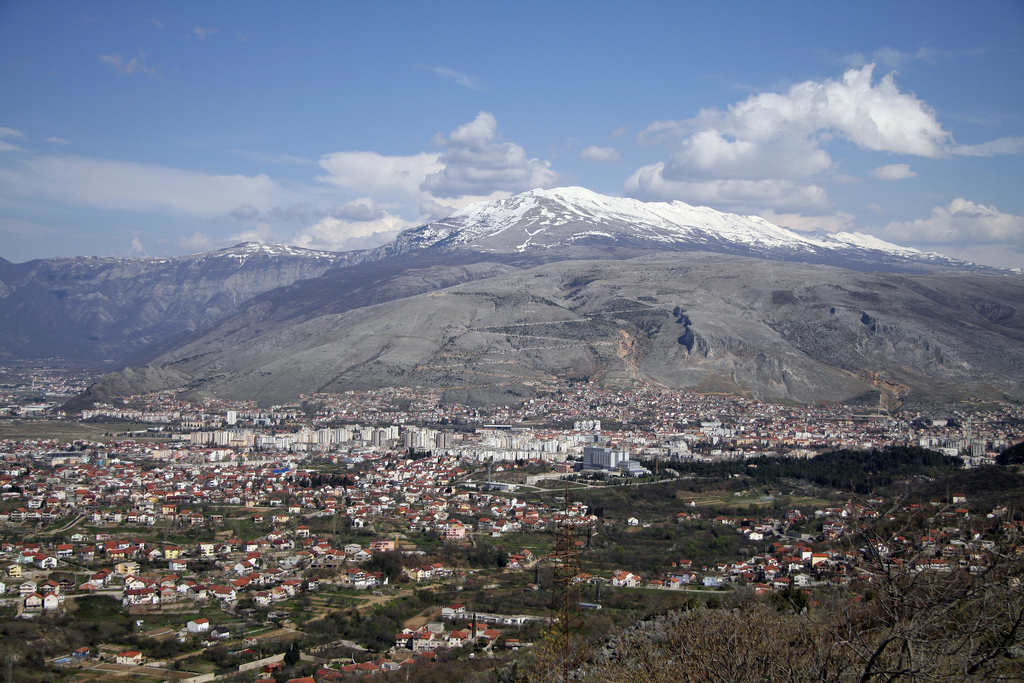
Гора Вележ

Геоморфология территории Республики Сербской представлена в различных формах. Её северная часть, в припаннонской холмистой местности, состоящей из кайнозойских отложений, постепенно спускается к аллювиальным равнинам и речным террасам, которые являются наиболее плодородной частью Республики Сербской. На востоке и юго-востоке Республики холмистая местность постепенно перерастает в высокие горы Герцеговины.
Среди гор в РС наиболее известной является Яхорина, на которой в 1984 году были проведены Четырнадцатые зимние олимпийские игры. Не менее известна и гора Маглич, являющаяся высочайшей горой Республики Сербской и Боснии и Герцеговины — 2386 метров над уровнем моря. В РС также находятся нетронутые области Зеленгоры, Лелии, Волуйка, Трескавицы, Романии, Влашича, Грмеча, Козары, Озрена и многих других гор, которые своими лесными богатствами привлекают всё большее внимание альпинистов, рыбаков, туристов.

## Гидрография
Республика Сербская обладает значительными запасами водных ресурсов, в том числе грунтовых вод. В РС находятся многочисленные источники и колодцы с минеральной водой.

### Реки

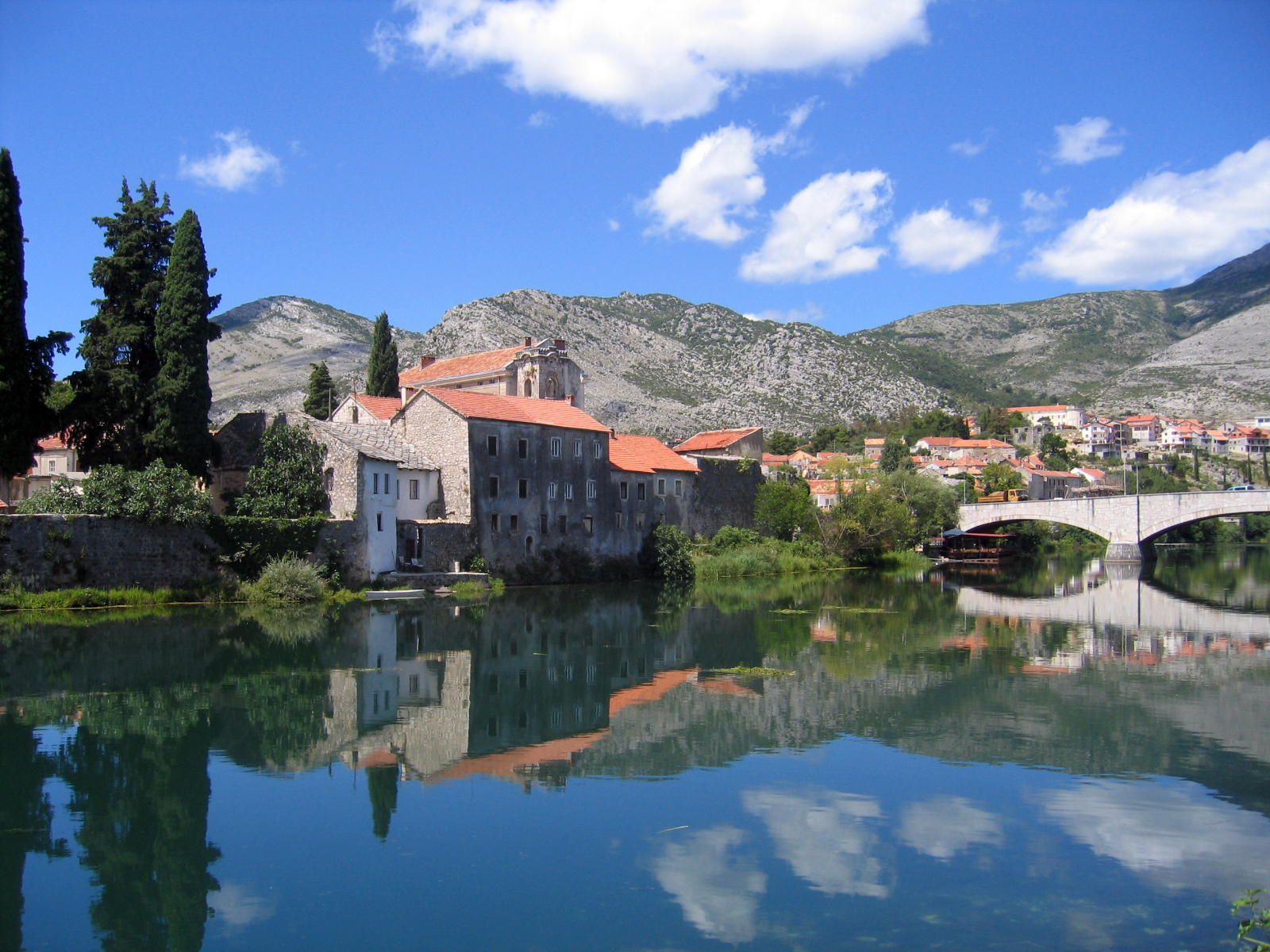
Река Требишньица

Многие реки в Республике имеют крупные водопады и располагают значительным гидроэнергетическим потенциалом. Они обладают и рекреационным потенциалом, особенно горные реки с чистой водой.
Крупнейшими реками Республики Сербской являются Дрина (305 км), Сава (202 км) и Врбас (117 км). Они относятся к черноморскому речному бассейну. Реки южнее горного перевала Чемерно в Восточной Герцеговине (Требишница, Неретва) относятся к бассейну Адриатики. Другой крупной рекой в РС является Босна.

### Озера

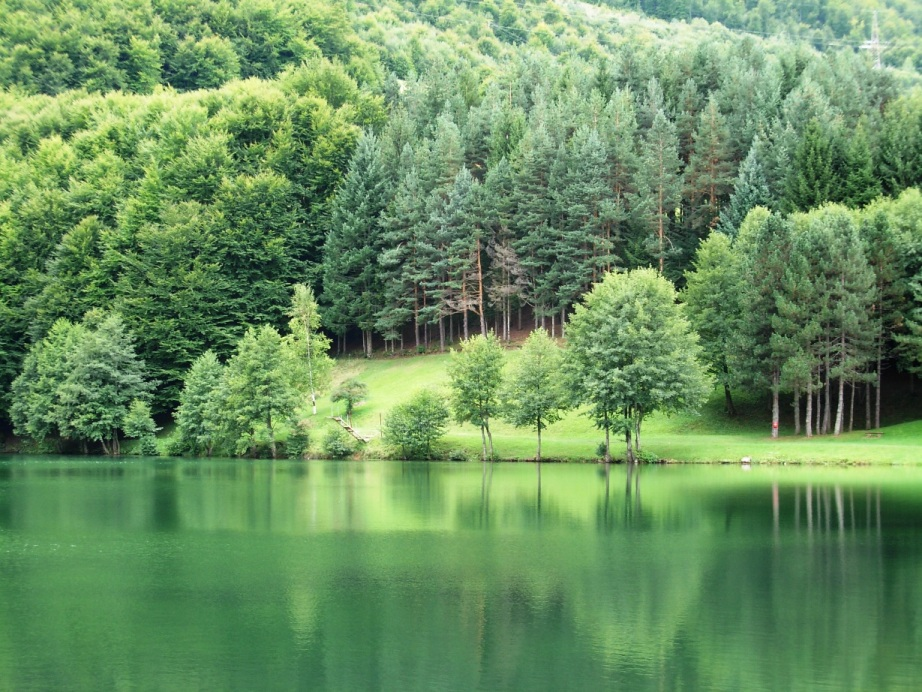
Озеро Балкана

Крупнейшим озером РС является Билечское озеро (площадью 27,064 км²), которое и самое крупное искусственное озеро на Балканах. Другие искусственные озера — Перучацкое (12,401 км²), Зворничское (8,876 км²), Вишеградское (8,900 км²) и Бочацкое (2,300 км²). Крупнейшее озеро природного происхождения — Штиринское озеро (площадь 0,129 км²), находящееся на горе Зеленгора. Другие естественные озера — Котланичское (0,044 км²), Улошское (0,043 км²), Донье-Баре (0,021 км²) и Орловачское (0,021 км²).
Озера Республики Сербской находятся под защитой государства. Статус озер РС определен Законом о водных ресурсах. В рамках Министерства сельского хозяйства, лесных и водных ресурсов вопросом защиты озер занимается Дирекция по вопросам водных ресурсов РС.

## Климат
Климатические зоны простираются от средиземноморской на юге Герцеговины, до континентальной, которая преобладает в северной части Республики. Климат на территории Республики Сербской обусловлен рядом природных факторов и закономерностей общей циркуляции воздушных масс в этом регионе. На территории Республики Сербской выделяют три климатических типа:
- «Северный паннонский» — умеренно континентальный климат. Характеризуется умеренно холодной зимой и теплым летом. Среднегодовая температура воздуха этого от 12 до 19 градусов по Цельсию[4].
- «Горный» охватывает большую часть Республики Сербской. Горные хребты имеют короткое прохладное лето и холодную зиму с длительным сохранением снежного покрова. Среднегодовая температура воздуха составляет от 5 до 7 градусов по Цельсию. Холмистые районы и долины  имеют более мягкий климат. Области с характеристиками горного климата имеют среднегодовую температуру 10 градусов по Цельсию. Зима умеренно холодная со снегом и туманами, а лето умеренно теплое[4].
- «Средиземноморско-адриатический». Преобладает в южной части Республике — в Восточной Герцеговине. Среднегодовая температура колеблется между 14 и 14,7 градуса по Цельсию. В этом регионе находится самый «теплый» город РС — Требинье[4].

## Почвы, флора и фауна
В долине Савы и её притоков распространены плодородные аллювиальные почвы, в горах – бурые лесные.
В горах БиГ встречаются серны, благородные олени, косули, бурые медведи, волки, кабаны, рыси, лесной кот, выдра, куница, много зайцев. В карстовых районах распространены ящерицы, змеи, черепахи. Богата орнитофауна. Из крупных птиц встречаются орлы, соколы, глухари.

## Национальные парки

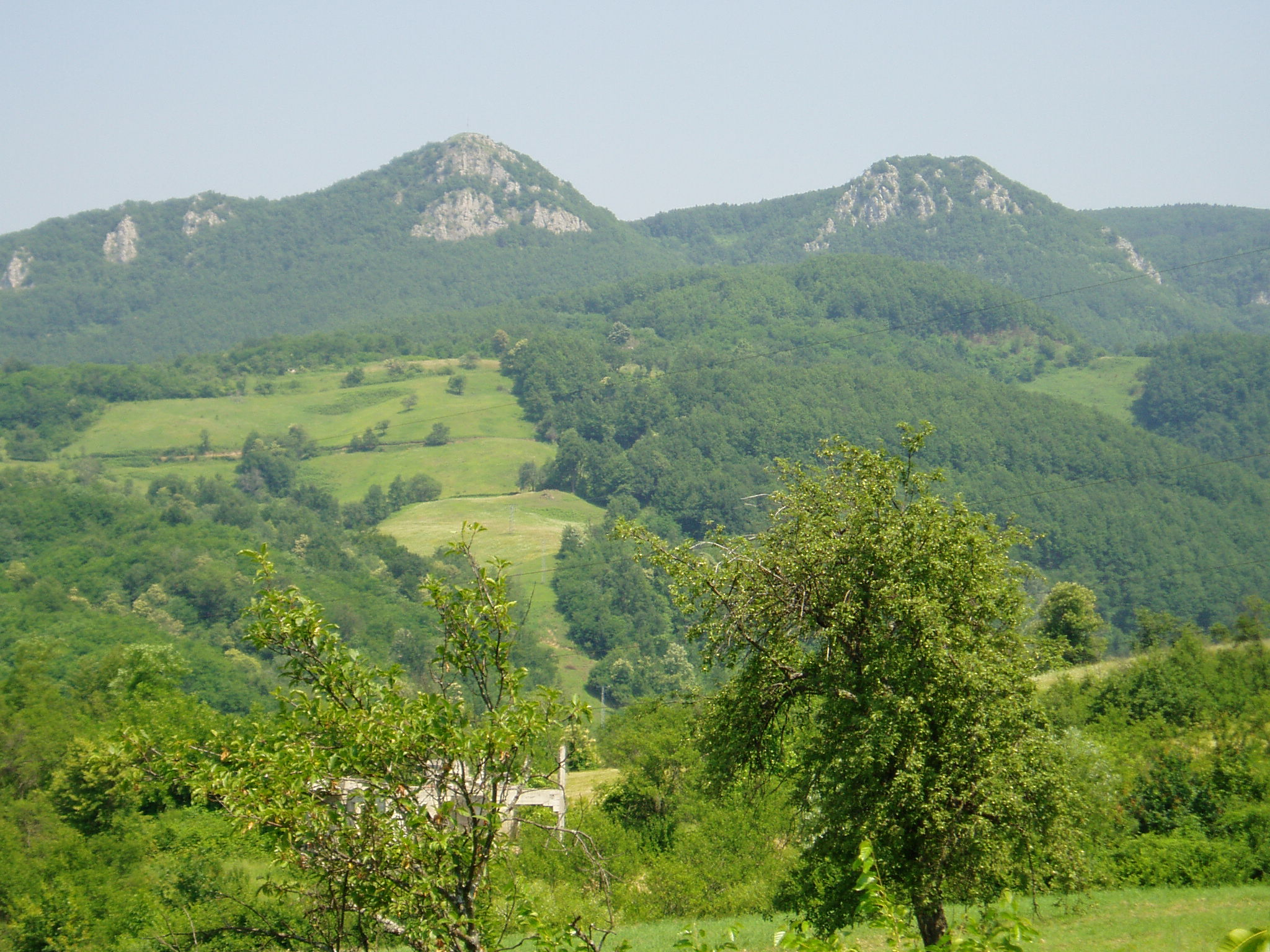
Парк Козара

### Козара
Парк площадью в 3520 гектаров был создан в 1987 году с целью защиты культурного, исторического и природного наследия в окрестностях горы Козара. Национальный парк Козара входит в Федерацию национальных парков Европы — EUROPARC.

### Сутьеска
Старейший национальный парк в Республике Сербской. Он был создан в 1962 году и занимает площадь в 17 250 гектаров. Ближайший к нему город — Фоча. На территории этого национального парка находится один из четырех реликтовых лесов Европы — Перучица. Также в нем располагается и самая высокая гора в Республике Сербской — Маглич (2386 метров над уровнем моря). Национальный парк Сутьеска входит в федерацию европейских национальных парков EUROPARC.